# Malacacanthus
Malacacanthus is een geslacht van neteldieren uit de klasse van de Anthozoa (bloemdieren).

## Soort
- Malacacanthus capensis (Hickson, 1900)